# Prêmio Nacional de Cinema para Melhor Longa-Metragem em hindi
O Prêmio Nacional de Cinema para Melhor Longa-Metragem em hindi(Prêmio Lótus de Prata) para Melhor Longa-Metragem em Hindi vencedores:
| Ano  | Filme                      | Diretor               |
| ---- | -------------------------- | --------------------- |
| 2009 | Rock On                    | Abhishek Kapoor       |
| 2008 | 1971                       | Amrit Sagar           |
| 2007 | Khosla Ka Ghosla           | Dibakar Banerjee      |
| 2006 | Black                      | Sanjay Leela Bhansali |
| 2005 | Raincoat                   | Rituparno Ghosh       |
| 2004 | Raghu Romeo                | Rajat Kapoor          |
| 2003 | The Legend of Bhagat Singh | Rajkumar Santoshi     |
| 2002 | Dil Chahta Hai             | Farhan Akhtar         |
| 2001 | Zubeidaa                   | Shyam Benegal         |
| 2000 | Shool                      | E. Niwas              |
| 1999 | Godmother                  | Vinay Shukla          |
| 1998 | Hazaar Chaurasi Ki Maa     | Govind Nihalani       |
| 1997 | Gudia                      | Goutam Ghose          |
| 1996 | Bandit Queen               | Shekhar Kapur         |
| 1995 | Mammo                      | Shyam Benegal         |
| 1993 | Suraj Ka Satvan Ghoda      | Shyam Benegal         |
| 1992 | Diksha                     | Arun Kaul             |
| 1991 | Dharavi                    | Sudhir Mishra         |
| 1990 | Drishti                    | Govind Nihalani       |
| 1989 | Salaam Bombay!             | Mira Nair             |
| 1982 | Arohan                     | Shyam Benegal         |
| 1980 | Aakrosh                    | Govind Nihalani       |
| 1979 | Junoon                     | Shyam Benegal         |
| 1977 | Manthan                    | Shyam Benegal         |
| 1976 | Nishant                    | Shyam Benegal         |
| 1963 | Bandini                    | Bimal Roy             |
| 1962 | Dharmputra                 | Yash Chopra           |